# Bundeswahlkreis Warringah
Koordinaten: 33° 48′ S, 151° 15′ O

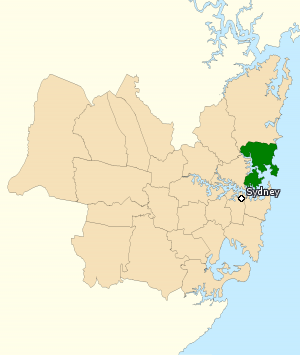
Lage des Wahlkreises in Sydney in New South Wales.

Der Bundeswahlkreis Warringah ist ein Wahlkreis (englisch electoral division) für die Wahl eines Abgeordneten des australischen Repräsentantenhauses. Er liegt nördlich des Stadtzentrums Sydneys im Bundesstaat New South Wales in Australien. Er umfasst die Stadtteile Mosman, Balgowlah, Manly, Brookvale, Beacon Hill und Forestville.
Der Wahlkreis wurde am 13. September 1922 geschaffen. Im selben Jahr fanden dort die Parlamentswahlen statt. Den Sitz hält zurzeit die Unabhängige Zali Steggall, die bei der Parlamentswahl 2019 den früheren Premierminister Tony Abbott bezwingen konnte.

## Bisherige Abgeordnete
| Name              | Partei                            | Amtszeiten     |
| ----------------- | --------------------------------- | -------------- |
| Granville Ryrie   | Nationalist Party of Australia    | 1922–1927      |
| Archdale Parkhill | Nationalist Party of Australia    | 1927–1931      |
| Archdale Parkhill | United Australia Party            | 1931–1937      |
| Percy Spender     | parteilos, United Australia Party | 1937–1938      |
| Percy Spender     | United Australia Party            | 1938–1944      |
| Percy Spender     | Liberal Party of Australia        | 1944–1951      |
| Francis Bland     | Liberal Party of Australia        | 1951–1961      |
| John Cockle       | Liberal Party of Australia        | 1961–1966      |
| Edward St John    | Liberal Party of Australia        | 1966–1969      |
| Edward St John    | parteilos                         | 1969           |
| Michael MacKellar | Liberal Party of Australia        | 1969–1994      |
| Tony Abbott       | Liberal Party of Australia        | 1994–2019      |
| Zali Steggall     | unabhängig                        | 2019–amtierend |